# Настобурко Антоніна Іванівна
Антоні́на Іва́нівна Настобу́рко (* 21 січня 1959 — ?) — радянська та українська спринтерка, змагалась у бігу на 60 й 100 метрів та естафеті 4 х 400 метрів.

## Життєпис
Виступала за ДСО «Нікополь».
На Чемпіонаті СРСР з легкої атлетики в приміщенні 1985 року представляла Дніпропетровську область; на дистанції 60 метрів здобула золоту нагороду з часом 7,27 сек.
На Чемпіонаті Європи з легкої атлетики-1986 в складі команди здобула бронзову нагороду — вона та Наталія Бочина, Марина Жирова, Ольга Золотарьова й Ірина Слюсар (забіг).
Змагалася на Іграх доброї волі-1986 в Москві, зайнявши шосте місце у бігу на 100 метрів.
Срібна призерка Чемпіонатів СРСР 1985 й 1986 років — біг на 100 метрів та Чемпіонату СРСР-1985 в приміщенні — дистанція 60 метрів.
Найкращий час на 100 м — 11,27 секунди (встановлений у Ленінграді 2 серпня 1985 року).